# Misteris d'Eleusis
Els misteris d'Eleusis o Eleusínia eren els ritus pagans, dirigits pels epigrafis, que es feien a la ciutat d'Eleusis per al culte a la tríada divina formada per Demèter, Persèfone i Iacus.

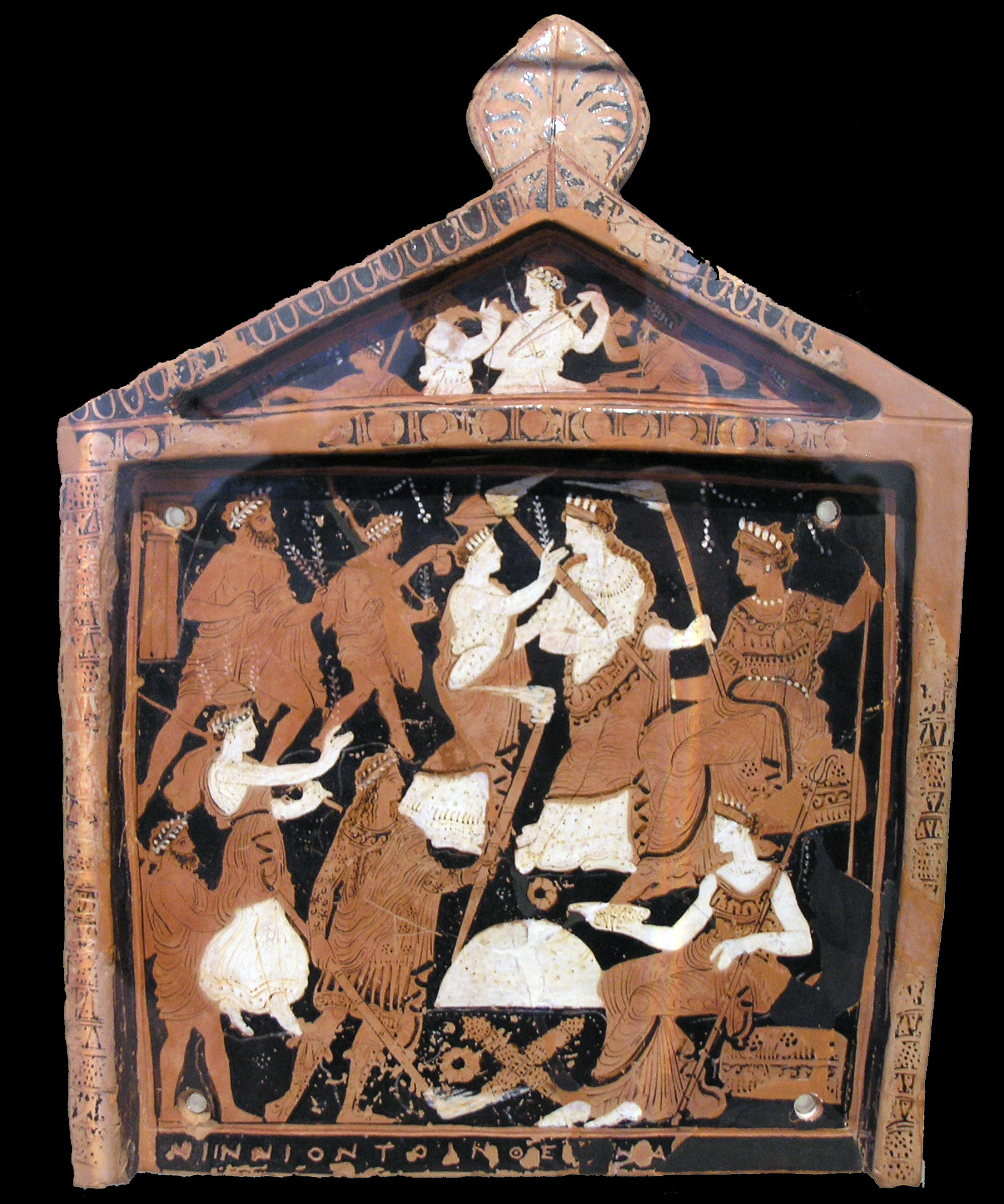
Placa d'argila anomenada Tauleta de Ninnion, que es va trobar a l'antic santuari d'Eleusis i està datada del 370 dC. Representa l'arribada de la processó del ritu mistèric d'Eleusis.

Hi havia dos graus de misteris, els menors i els majors (amb pena de mort per a qui els revelés a una persona no iniciada). Els menors començaven amb una processó per a recordar la recerca de Demèter de la seva filla, incloent-hi una aturada per cridar acudits obscens. Després es quedaven un dia en dejú, per commemorar l'arribada de l'hivern, quan la deessa no va permetre el creixement dels conreus, i acabaven amb un banquet, commemoració de la primavera. Llavors, del 15 al 23 del mes de Boedromion començaven els ritus dels misteris majors, els més secrets. El dia més solemne era el sisè (dia anomenat lakchos) quan era passejada l'estàtua de Dèmeter adornada. Heròdot diu que hi assistien unes trenta mil persones. El dia vuitè era addicional pels que arribaven tard i el darrer dia es feien les cerimònies de comiat amb ofrenes a dos vaixells. A més es feien un jocs (Jocs eleusinis). Durant el festival cap persona podia ser arrestada per cap ofensa. Alguns estudiosos creuen que, en aquesta segona part, l'experiència mística es devia a la ingestió d'alguna substància al·lucinògena.
La celebració es remunta fins al 1500 aC. L'any 300 aC, van passar a dependre de la polis local, com una festa tradicional. La fama d'aquesta celebració va traspassar les fronteres de Grècia; per exemple, Ciceró en parlava favorablement. Al segle iv, amb el cristianisme com a religió oficial en tot el territori de l'imperi, aquest ritu va ser abandonat i els seus santuaris tancats, sent les seves restes saquejades el 396 per Alaric I durant la seva campanya de saquejos per Grècia.

## Etimologia
L'expressió grega Ἐλευσίνια Μυστήρια és traduïda per «misteris d'Eleusis», per ser uns rituals que es feien a la ciutat d'Eleusis. El nom d'aquesta ciutat és d'origen pregrec i podria haver-se originat com a derivat de la paraula Eileithyia, el nom d'una antiga deessa. Aquesta explicació, però, no està del tot acceptada. La paraula en grec antic μυστήριον (mysterion) significa «ritual secret» i procedeix del verb μυέω (mueō, «iniciar») del qual també deriva el nom μύστης (mustēs, «iniciat»); és a dir, que el que normalment traduïm com a "misteris d'Eleusis" en una traducció més literal equivaldria a «introducció als rituals secrets». Un altre terme relacionat és l'adjectiu μυστικός (mystikos), que té els significats de «connectat amb els misteris», o en el sentit més actual «secret, misteriós».

## Mitologia de Demèter i Persèfone
Els misteris d'Eleusis estan relacionats amb un mite de la dea Demèter, narrat per Homer en un dels seus himnes, datat aproximadament en l'any 650 aC. Aquest himne diu que la filla de Demèter, Persèfone (de vegades anomenada amb l'epítet Kore, «donzella») estava collint flors amb unes amigues quan va ser raptada i transportada a l'Hades, el món subterrani dels morts. Desesperada, Demèter va buscar per tot arreu la seva filla, però no la va trobar i llavors va provocar una gran sequera que va causar la pèrdua de les collites dels humans i la seva fam. La deessa esperava així commoure Zeus i fer que intercedís pel retorn de la seva filla, cosa que finalment va passar.

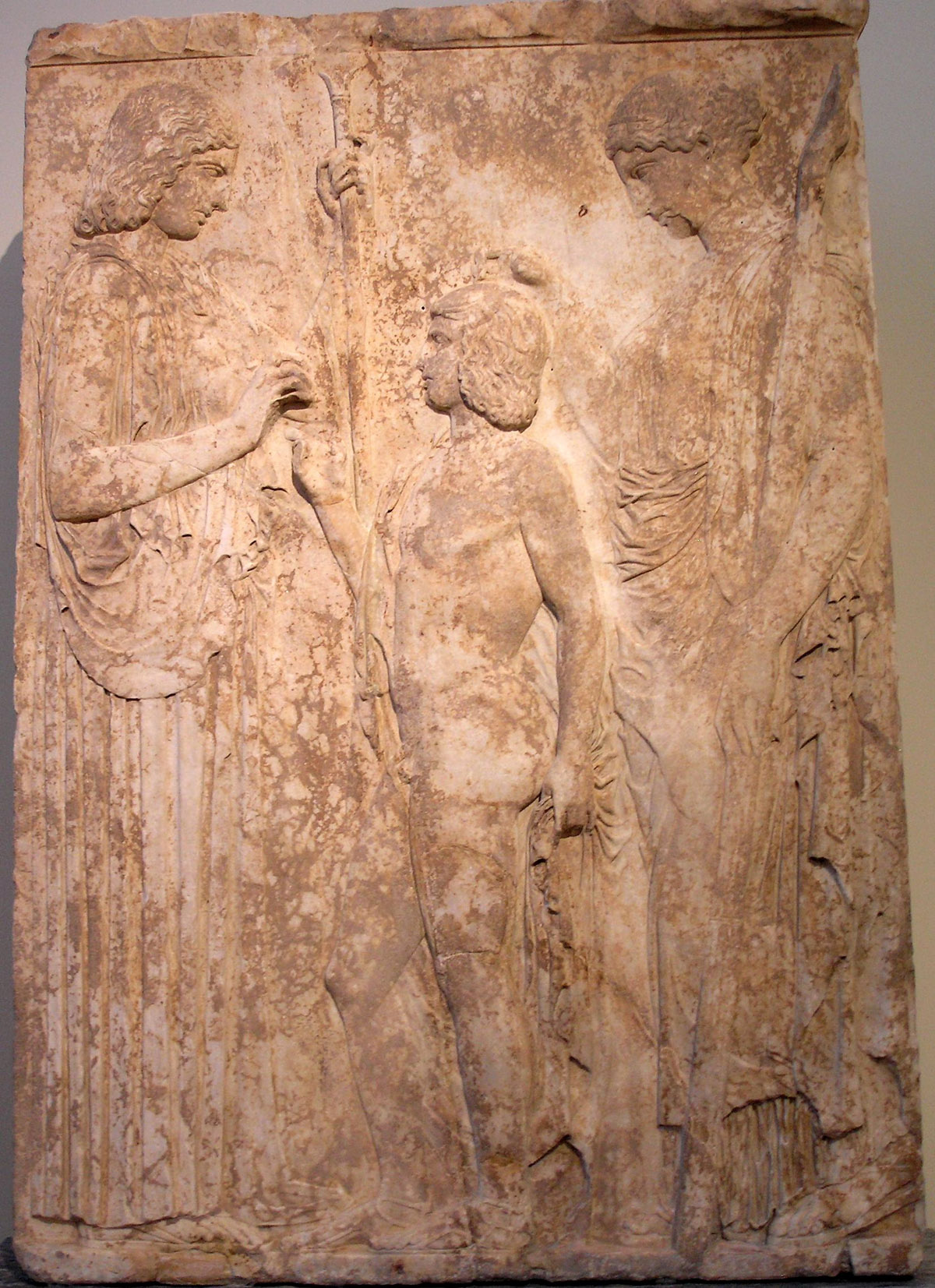
Demèter dona llavors de blat a Triptòlem mentre Persèfone el beneeix amb la mà. Relleu del, exhibit al Museu Arqueològic Nacional d'Atenes

Segons el mite, durant la seva cerca, Demèter va viatjar a llargues distàncies i va tenir algunes aventures menors. En una ocasió, va ensenyar els secrets de l'agricultura a Triptòlem, rei d'Eleusis. Amb el retorn de Persèfone, Demèter estava tan contenta que va fer tornar l'originària verdor i prosperitat a la terra, cosa que els humans recordaven com la primera primavera.
Era una norma de les moires que qui consumia menjar o beguda en l'inframon estava condemnat a passar l'eternitat en aquell lloc. Hades va temptar Persèfone a menjar una mica de magrana i per això, quan Zeus, pressionat pels gemecs de fam dels humans i per altres deïtats que havien deixat de ser honorats amb sacrificis pels humans, va enviar Hermes en nom seu amb l'ordre d'alliberar-la, ella es va veure obligada a tornar a l'inframon on s'havia d'estar uns sis mesos cada any. Quan Demèter estava sense la seva filla, s'entristia i descuidava la terra, però quan tornava Persèfone, la terra tornava a ser un lloc fèrtil. Aquesta és una explicació del pas de les estacions, el seu efecte sobre l'agricultura i una justificació dels estius secs del clima a Grècia.

## Els misteris
Es creu que els misteris d'Eleusis són molt antics i que deriven de pràctiques religioses del període micènic, és a dir, anteriors a l'edat fosca grega. Entre els historiadors moderns, hi ha un corrent que interpreta aquests misteris com una pràctica que tenia l'objectiu d'elevar l'ésser humà per damunt de l'esfera humana i anar cap al món diví i assegurar la seva redempció transmutant-lo en déu i així adquirir la immortalitat. Els estudis comparatius mostren paral·lelismes entre aquests ritus grecs i altres sistemes semblants (alguns més antics encara) practicats a l'Orient Mitjà. Aquests cultes de tipus mistèric eren: el d'Isis i Osiris a Egipte, el d'Adoni a Síria, els misteris practicats a Pèrsia i el culte frigi dels cabirs. Alguns acadèmics opinen que els cultes efectuats a Eleusis eren una continuació dels cultes minoics, probablement influïts pels de l'Orient Mitjà.
Segons George E. Mylonas, els misteris menors es feien de manera regular una vegada a l'any als inicis de la primavera o del mes de la floració, l'antesterion, mentre que els misteris majors es feien un cop a l'any i cada quatre anys se celebraven amb gran esplendor en la festa anomenada penteteris. Kereny coincideix amb aquesta valoració: "Els misteris menors se celebraven a Agrai durant el mes de l'antesterion, el nostre febrer... però els iniciats no eren admesos a l'epopteia (els misteris majors) que es feien aquell mateix any, només en els que es feien al setembre de l'any següent."
Aquest cicle va continuar durant uns dos mil·lennis. En l'himne homèric a Demèter, es diu que el rei Celeu va ser la primera persona a aprendre els ritus secrets del seu culte i, a més, va ser un dels primers sacerdots d'aquesta deessa, juntament amb Diocles, Eumolpos, Polyxeinus. Triptòlem, el fill de Celeu, va aprendre els secrets de l'agricultura ensenyats per Demèter.
Sota el govern de Pisístrat d'Atenes, els misteris d'Eleusis van esdevenir d'àmbit panhel·lènic i els peregrins venien de tota Grècia i més enllà per participar-hi. Cap a l'any 300 aC, l'estat va prendre control dels misteris i se'n van fer càrrec dues famílies: els Eumolpidae i els Kerykes. Això va portar a un gran augment en el nombre d'iniciats. Els únics requisits per a ser un iniciat eren: estar lliure de "pecat de sang" (no haver comès assassinat) i no ser un "bàrbar" (no ser capaç de parlar grec), tant els ciutadans lliures com els esclaus estaven admesos, ja fossin homes o dones.

### Els participants
Per a participar en aquests ritus, calia fer jurament de guardar el secret sobre tot el que passés. Hi havia quatre categories de persones que hi podien participar:
- Sacerdots, sacerdotesses i hierofantes (els qui hi portaven convidats nous).
- Iniciats, els qui hi participaven per primera vegada.
- D'altres que ja hi havien participat almenys una vegada i eren elegibles per a la quarta categoria.
- Persones que havien assistit a una ἐποπτεία (épopteia, «contemplació») i havien conegut els secrets dels misteris majors de Demèter.

### Els secrets
La informació exacta es desconeix, ja que pel seu caràcter secret, el contingut dels misteris no es va deixar per escrit. Per exemple, només els iniciats sabien quin era el contingut de la cista, una capseta sagrada, o el del kalathos, el cistell de vímet que feien servir els sacerdots.
Hipòlit de Roma va escriure al segle iii, que "els atenencs, al mateix temps que iniciaven persones en els misteris d'Eleusis, mostraven als qui eren admesos en el grau més alt d'aquests misteris, el secret poderós i meravellós, i més perfecte: l'espiga d'una planta collida en silenci."

### Els misteris menors
Els misteris menors se celebraven en el mes de l'antestèria sota la direcció de l'arcont basileu d'Atenes. Per tal de mostrar ser aptes, els qui es volien iniciar havien de sacrificar un porcell en honor de Demèter i Persèfone, i llavors purificar-se banyant-se a les aigües del riu Ilissos. En acabar els misteris menors, els participants eren dignes de rebre el nom d'iniciats (mystai) i eren considerats dignes de ser testimonis en els misteris majors.
Segons Thomas Taylor, els misteris menors representaven les misèries ocultes de l'ànima quan està subjecta al cos, mentre que els misteris majors es feien més en la intimitat, ja que induïen esplèndides visions, i representaven la felicitat espiritual aquí i en el més enllà de l'ànima alliberada i purificada de la seva part material, en un ritual que l'elevava cap a la visió d'un món intel·lectual. També el filòsof Plató va dir que "la finalitat de fons dels misteris... era transportar l'individu als principis de què en descendia... un gaudi perfecte del bé espiritual."

### Els misteris majors

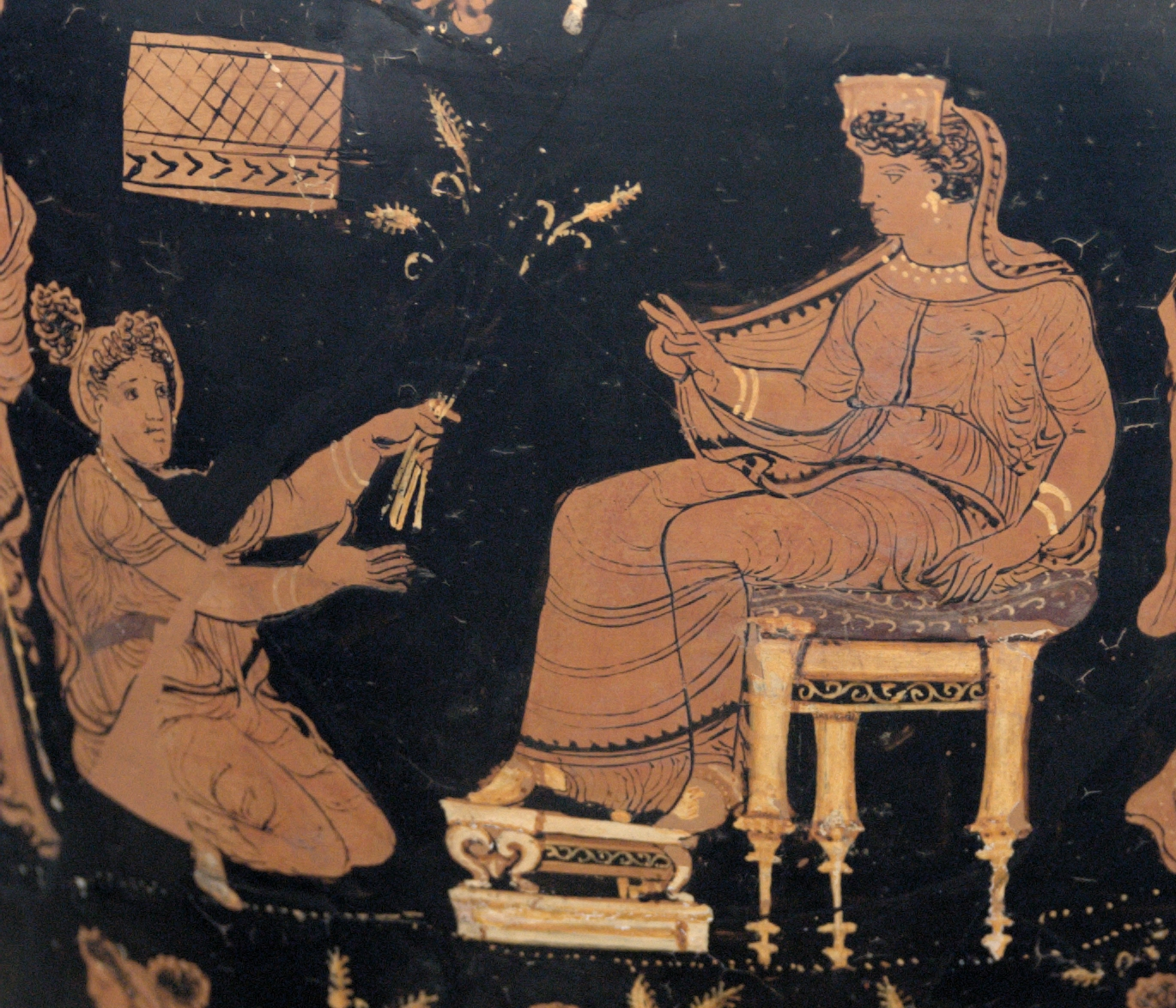
Demèter entronitzada, beneint amb la mà Metaneira, la reina d'Eleusis. Decoració en una gerra de ceràmica d'Apulia, datada en l'any 340. S'exhibeix a la Col·lecció d'antiguitats de Berlín

El primer acte dels misteris majors (el dia 14 del boedromion) consistia en el transport dels objectes sagrats des de la ciutat d'Eleusis fins a l'Eleusinion, un temple dedicat a Demèter situat als peus de l'acròpoli d'Atenes.
Els misteris majors, que començaven al boedromion (el tercer mes del calendari àtic, a finals d'estiu) duraven deu dies. Al segon dia, que es deia Agyrmos (la reunió), els sacerdots anomenats hierofants declaraven l'inici dels ritus (prorrhesis) i realitzaven els sacrificis (hiereía deúro). El dia 16 del boedromion els iniciats es purificaven banyant-se a Falèron, el port d'Atenes (i eren anomenats halade mystai).
L'endemà començava l'Epidàuria, una festa en honor d'Asclepi. Aquesta festa, inclosa dins dels misteris majors, celebrava l'arribada de l'heroi (Asclepi) a Atenes amb la seva filla Higiea, i consistia en una processó que acabava arribant a l'Eleusinion. Mentre es feia la processó, sembla que els iniciats s'estaven a casa sense participar o en una sala lateral al temple, cosa que era un gran sacrifici, i també es perdien la festa que durava tota la nit (pannykhís).
La processó començava al Kerameikos (el cementiri d'Atenes) i anaven caminant fins a Eleusis per una ruta anomenada via sagrada (Ἱερὰ Ὁδός, Hierá Hodós) mentre sacsaven uns branquillons anomenats bacchoi. En arribar a un determinat punt, exclamaven obscenitats en commemoració de Iambe (o Baubo), una dona d'edat que, explicant acudits obscens havia aconseguit fer somriure Demèter quan estava desconsolada per la pèrdua de la seva filla. El seguici cridava: "Íakch', O Íakche!" referint-se a Iacus, potser un epítet del déu Dionís o un déu amb identitat pròpia, fill de Persèfone o Demèter. L'estàtua de Iacus també era transportada en la processó, i es custodiava al temple de Demèter a Atenes.
En arribar a Eleusis, hi havia una nit de vigília (pannychis), potser en record del període de recerca de Demèter. En un moment indeterminat, els iniciats s'empassaven un beuratge anomenat kykeon fet de civada i poliol, que ha donat lloc a especulacions sobre els possibles components químics i els efectes psicotròpics del beuratge.
Els dies 20 i 21 del mes, els iniciats entraven en una gran sala anomenada Telesterion; al centre hi havia l'Anaktoron (el palau), dins el qual només els hierofants podien accedir i on es desaven els objectes sagrats. Abans d'entrar, els iniciats havien de recitar: "He fet dejuni, he begut el kykeon, he pres del que hi havia a la cista i després de fer-ho servir ho he ficat al kalathos". És una suposició molt acceptada que els ritus de l'interior del Telesterion incloïen tres elements: 
- dromena («coses fetes»), una dramatització del mite de Demèter/Persèfone;
- deiknumena («coses mostrades»), exposició d'objectes sagrats en la qual el hierofant tenia un paper protagonista;
- legomena («coses dites»), comentaris que seguien a la deiknumena.[23]

Hi havia un càstig per divulgar el conjunt d'aquests tres elements, als quals es feia referència conjuntament amb el nom d'apporheta ('irrepetibles'). Atenàgores d'Atenes, Ciceró i altres escriptors de l'antiguitat diuen que, acusat d'això (entre altres delictes), Diàgores de Melos fou condemnat a mort; i també el dramaturg Èsquil, però finalment fou absolt. La prohibició de divulgar la part central dels misteris era, per tant, absoluta.
Pel que fa al clímax dels misteris, hi ha dues teories modernes. Una proposta diu que eren els sacerdots els qui revelaven les visions de la nit sagrada, encenent un foc que representaria la possibilitat de la vida després de la mort i mostrant diversos objectes sagrats. L'altra creu que aquesta explicació és insuficient per a justificar la força amb què estaven arrelats aquests rituals i la seva perdurabilitat al llarg dels temps; per tant, proposa que les experiències devien ser interiors, a les quals es devia accedir amb algun ingredient psicoactiu del beuratge (teories enteogèniques).
En acabar aquesta part dels misteris, venia una nit de banquet, alegria i danses (el Pannychis). Les danses es feien al Ράριον πεδίον ('camp del Rarion'), que la tradició deia que era el lloc on havia crescut la primera llavor plantada pels humans. Se sacrificava un bou a finals de la nit o a primera hora de l'endemà. El darrer dia, els iniciats honoraven els difunts fent libacions a les tombes i fent servir unes gerres especials.
El dia 23 del boedromion, els misteris es donaven per finalitzats i tothom tornava a casa seva.

## Abandonament del culte
L'any 170 dC, el Temple de Demèter fou saquejat i destruït pels sàrmates, però l'emperador Marc Aureli el va fer reconstruir, fet que el va convertir en l'única persona laica capacitada per entrar a l'anaktoron. Tal com el cristianisme anava guanyant adeptes durant els segles IV i v, els cultes a Eleusis van perdre prestigi. El darrer emperador pagà, Julià l'Apòstata, va provar de restaurar-ne el culte i ell mateix va ser-ne un iniciat.
Uns 30 anys més tard, l'emperador Teodosi I va fer tancar els santuaris amb un decret emès el 392 dC. L'abandonament dels cultes mistèrics a Eleusis fou narrat per l'historiador Eunapi. Ell mateix havia estat iniciat pel darrer hierofant legítim, amb poder conferit per l'emperador Julià per reinstaurar els misteris, després d'un temps en oblit. Segons Eunapi, després d'aquest, va haver-hi un hierofant que era un impostor i de qui deien que procedia de Thespiae, on havia adquirit el rang de pare en el mitraisme. A 396, durant la seva campanya de saquejos a l'Àtica, el rei dels gots Alaric I —acompanyat per monjos cristians «en les seves fosques robes»— va saquejar les restes dels santuaris.

## En l'art

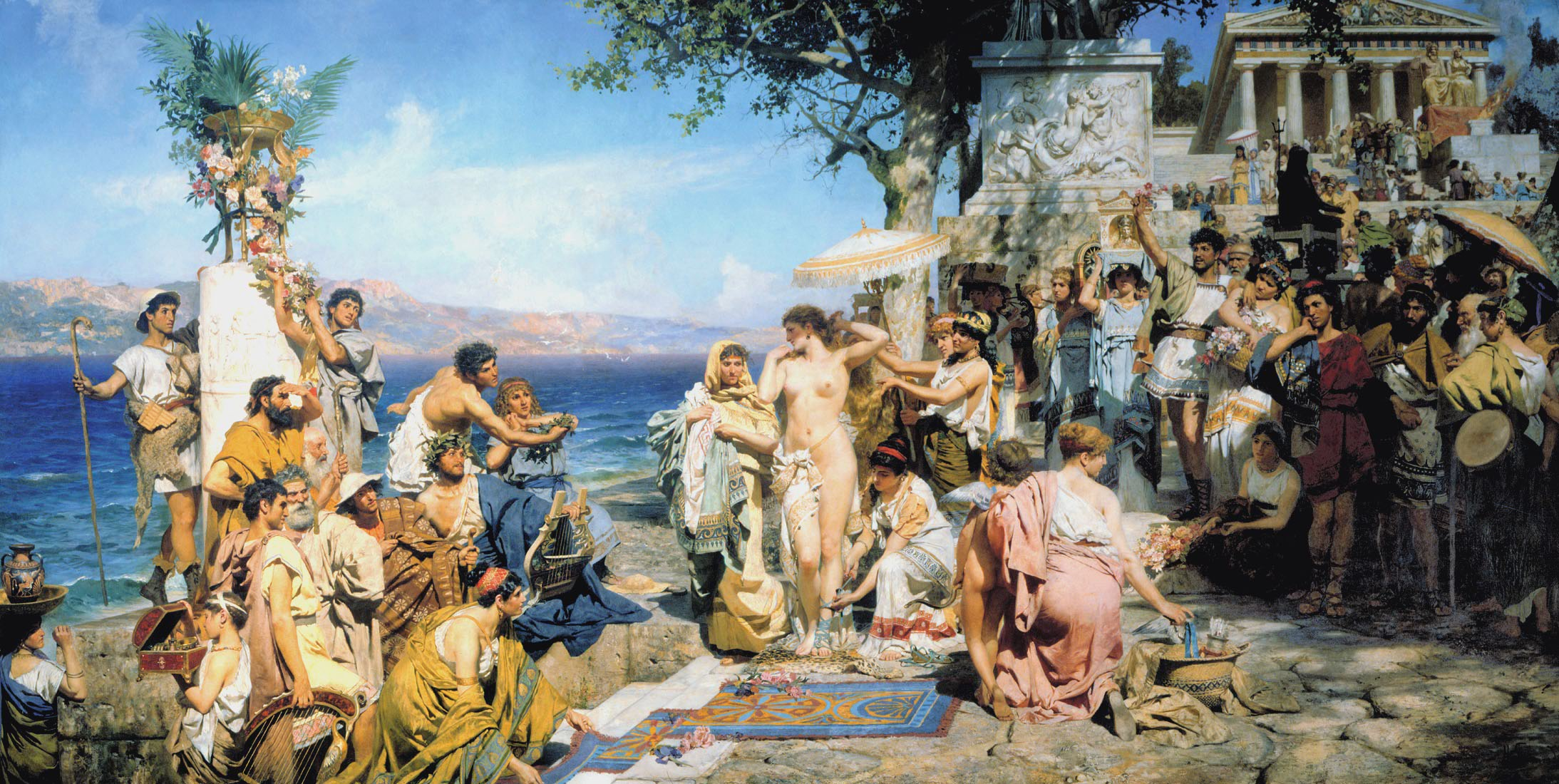
Frine visitant Eleusis, pintura d'Henryk Siemiradzki (1889)

Hi ha moltes imatges en decoració de ceràmica domèstica que representen diferents aspectes dels misteris. Un dels més famosos és el "relleu d'Eleusis", de finals del segle v aC, que està exposat al Museu Arqueològic Nacional d'Atenes. En aquest relleu, Triptòlem està representat en acció de rebre les llavors de la mà de Demèter, mentre Persèfone li posa la mà sobre el cap en senyal de protecció. Al mateix museu, hi ha una àmfora monumental protoàtica de mitjan segle VII aC amb la imatge de Medusa decapitada per Perseu i Odisseu penjat del coll de Polifem, la qual es va trobar en les excavacions d'Eleusis.
Es deia que la famosa hetera Frine va participar en els misteris d'Eleusis i, quan es va treure la roba i va deixar anar els cabells per banyar-se el dia del ritu de purificació, els homes que la van veure van quedar impressionats per la seva bellesa. Aquest fet hauria inspirat Apel·les de Colofó per fer la pintura d'Afrodita Anadyomene sorgint de la mar. També es diu que l'escultor Praxiteles va immortalitzar el moment en una estàtua coneguda pel nom d'Afrodita de Knidos.
La Tauleta de Ninnion mostra Demèter acompanyada per Persèfone i Iacus, seguits de la processó dels iniciats. Demèter està asseguda damunt la cista a l'interior del Telesterion, Persèfone sosté una torxa, cada iniciat porta un bacchoi, mentre la segona filera està guiada per Iacus. Una dona desconeguda, probablement una sacerdotessa de Demèter, seu al costat sostenint un ceptre i una gerra amb el kykeon. El Pannychis també hi està representat.

## En psicologia
Carl Gustav Jung es va apassionar per l'estudi de les religions mistèriques i rituals de renovació espiritual. De manera metafòrica i com a marc per a la seva teoria psicoanalítica sobre el tractament, va fer servir alguns termes relacionats amb el culte dels misteris d'Eleusis, en especial sobre les qualitats de la Kore (les noies verges).

## Estudis enteogènics
Els estudis enteogènics han portat a proposar diverses teories sobre un possible agent psicotròpic que formaria part del beuratge anomenat kykeon. L'ús de pocions en ritus religiosos era bastant comú en les cultures antigues. Els iniciats se sensibilitzaven amb el dejuni i es preparaven amb les cerimònies precedents que augmentaven els efectes del beuratge, que alterava la percepció i cognició normal del cervell conferint una sensació d'obertura espiritual i intel·lectual. Altres acadèmics s'oposen a acceptar aquesta possibilitat per la manca de proves fermes que la justifiquin i creuen que cal considerar que la força dels misteris d'Eleusis estava en el ritual col·lectiu i no en una suposada experiència individual de cada participant. Una prova indirecta que citen els partidaris de l'ús d'una substància psicotròpica és el cas d'Alcibíades, un aristòcrata atenenc que l'any 415 dC va muntar una imitació els misteris en la intimitat de casa seva, és a dir, que l'element col·lectiu no semblava ser tan important.
Entre les substàncies psicoactives se n'han proposat dues: l'ergot, un fong de la família clavicipitàcia que parasita l'ordi i el sègol, el qual conté l'alcaloide amida d'àcid D-lisèrgic (LSA), un precursor del LSD, i l'ergometrina. Els assaigs en laboratori per a intentar crear kykeon emprant ergot procedent d'una planta d'ordi parasitada han arribat a resultats no concloents; tot i així, Alexander Shulgin i Ann Shulgin afirmen que tant l'ergometrina com l'LSA són substàncies conegudes per produir efectes semblants a l'LSD.
Terence McKenna ha suggerit que els misteris podrien tenir a veure amb una varietat de Psilocybe, un bolet amb propietats al·lucinògenes. Podria ser que els antics egipcis haguessin descobert el psilocybe cubensis als seus conreus de civada i el fessin servir també en el culte a Osiris. L'Amanita muscaria podria ser un altre bolet emprat en la cerimònia.
Un altre possible candidat a ser l'ingredient secret dels misteris seria el cascall, una planta silvestre del la qual es pot produir opi. El culte a la deessa Demèter podria haver importat aquesta planta des de Creta, on se sap del cert que coneixien els seus efectes.
Una altra hipòtesi és que l'agent psicoactiu del kykeon fos la dimetiltriptamina, que es pot trobar en diverses plantes naturals de la Mediterrània, com ara el gènere de les phalaris o el de les acàcies. Per a ser actives oralment, cal que estiguin en combinació amb un inhibidor de monoamina oxidasa com l'harmala, que és una planta també comuna a les terres de la Mediterrània.